# Steve Spence
Steve Spence, född den 9 maj 1962 i Harrisburg, är en amerikansk före detta friidrottare som tävlade i maraton.
Spence främsta merit är att han blev bronsmedaljör vid VM 1991 i Tokyo på tiden 2:15.36. Han deltog även vid Olympiska sommarspelen 1992 där han slutade på 12:e plats.

## Personliga rekord
- Maraton - 2:12.17 (från 1990)